# Søren Dahlgaard
Søren Dahlgaard (født 1973 i Sorgenfri, Danmark) er en dansk kunstner med base i København, Danmark. Dahlgaard skaber socialt engageret kunst der udforsker det absurde og legesyge i hverdagen.

## Karriere og arbejde

### Uddannelse
Søren Dahlgaard blev født i 1973 i forstaden Sorgenfri, uden for København. Han har en BA (Hons) grad fra Slade School of Fine Arts, University College London, 2002, hvor han studerede under professor Phyllida Barlow i skulpturafdelingen. I 2019 afsluttede han en praksis-ledet ph.d. fra The Victorian College of the Arts, University of Melbourne, Australien. Dahlgaard's ph.d.-afhandling, med titlen "Sculpture as Activating Object", introducerede en ny kategori inden for det moderne action-skulptur koncept, og undersøgte hvordan et skulpturelt objekt aktiverer en transformationsproces gennem leg.

### Kunstværker

#### Dyrkning af Grøntsager på en Koralø, Hibalhidhoo
I 2002 oprettede Søren Dahlgaard en grøntsagsfarm på øen Hibalhidhoo på Maldiverne. Præsenteret som et konceptuelt kunstværk, udforskede landbrugsinitiativet det symbiotiske forhold mellem mennesker og deres miljø, idet det understregede vigtigheden af bæredygtighed, selvforsyning og samfundsresiliens. Projektet strakte sig over to år og den dyrkede jord blev tilpasset pga mangel på frisk grundvand, næringsrig jord og høje temperaturer. Landbrugsinitiativet blev udstillet på National Gallery of the Maldives, og Hibalhidhoo grøntsagsfarmen var efter to år i stand til at producere chili, peberfrugt, agurk, vandmelon og græskar. I de efterfølgende år steg den lokale produktion markant, hvilket reducerede importen af chili og agurk med 30 %. I 2011 blev projektet rekonstrueret og udstillet i Aarhus Kunsthal hvor et foredrag blev organiseret om kunstens rolle for klimakrisen med kunstner og forfatter Rasheed Araeen.

#### Dejkrigeren, The Dough Warrior
I 2007, skabte Søren Dahlgaard sit alter ego "Dejkrigeren", som optrådte på kunstmessen Art Copenhagen, Louisiana Museum's 50 års jubilæum og pyntede Statens Museum for Kunsts juletræ. Dahlgaard optrådte i et kostume af baguetter skabt af 70 kg dej, som en kunstnerisk pensel, der udforskede nye måder at skabe landskabs-, portræt- og stillebenmalerier på. Kurator Anders Kold fra Louisiana Museum beskrev i udstillingskataloget; ”Det kan være, at Søren Dahlgaard føler sig som en Dejkriger, det kan også være at han slet ikke føler sig som en. Han er jo sådan en blanding af en kanonkonge og et følsomt individ. Han befinder sig i kunstsystemet og har valgt dejen, men kunne i og for sig lige så godt have været besværet af at have pensler spændt på kroppen. Men han er besværet af historiens gang, og der synes jeg, at han diskuterer på en måde, som ikke er tør. Han er ikke udpræget politisk, han holder fast i det, der handler om kunst, om kunstneren og om nogle forskellige eksistensmodeller, samtidig med at han gør det så tilpas gakket eller ser det så langt udefra, at det også trykker i smilebåndet og skaber en vej ind. Vi sidder ikke bare og griner af det."

#### The Dough Portraits
Præsenteret for første gang i 2008, "The Dough Portraits" er en interaktiv kunstserie, hvor individer får deres ansigter dækket med en 10 kg dejklump, hvilket resulterer i utraditionelle portrætter. Portrætterne blev udstillet på Statens Museum for Kunst, og inviterede museumsgæster til at deltage, hvilket resulterede i en fotografisk serie af portrætter, der slørede de genkendelige træk ved motiverne. Søren Dahlgaard har fotograferet mere end to tusinde individer i alle aldre og baggrunde. Samarbejdet med at skabe portrætterne er en del af kunsten som det endelige billede. I 2008 deltog Søren Dahlgaard i tv-programmet 'Den 11. Time' og sammen med journalist Mads Brügger lavede de et dejportræt. Serien af portrætter har været vist på museer, biennaler og institutioner globalt, heriblandt Canada, USA, Danmark, Brasilien, Maldiverne, Finland, Kosovo, Kina, Sydkorea og Australien. Serien har været udstillet på TarraWarra Biennale – TarraWarra Museum of Art, Lianzhou International Photo Festival, The Photographers Gallery, Venedig Biennalen, KIASMA Museum for Contemporary Art, The Israeli Center for Digital Art, Gwangju Biennale, ECCO Contemporary Art Center, Brasilia, Brasilien, JCCAC – Jockey Club Creative Arts Centre, Center for Contemporary Art Ujazdowski Castle, NAG – National Art Gallery of Maldives, Andipa Gallery, National Art Gallery of Kosovo, Vancouver Biennale og Statens Museum for Kunst.

#### The Maldiverne Exodus Caravan Show
I 2013 kuraterede Søren Dahlgaard "The Maldives Exodus Caravan Show" med kurator Elena Gilbert og Microclima, og blev i 2013 vist på den 55. Venedig Biennale med The Museum of Everything at Serra dei Giardini. "The Maldives Exodus Caravan Show" var en mobil omrejsende udstilling, der satte en ny miljømæssig og politisk dagsorden med kunstnere som Bik Van der Pol, Antti Laitinen, Christian Falsnaes, Superflex, Rirkrit Tiravanija og ti kunstnere fra Maldiverne. Udstillingen blev vist i Te Tuhi Arts Center i Auckland, Silent Barn Art Center i New York, CCA Andrach i Spanien og Art + Climate = Change 2015 i Melbourne. Søren Dahlgaards skulptur "The Inflatable Island" var en del af The Maldives Exodus Caravan Show, og blev også en del af det 11. Global Forum on Migration and Development Summit i Marrakesh, Marokko under Migration Week i 2018.

#### The Human Canonball
I 2021 var HEART Museum vært for Søren Dahlgaards performative kunstværk "Den Menneskelige Kanonkugle". Ved at udforske feltet for actionmaling blev den menneskelige kanonkuglekunstner dyppet i maling, skudt ud af kanonen og landede på et stort lærred, hvilket skabte et eksperimentelt maleri. Museet skrev ”Af historisk og æstetisk betydning for Dahlgaards aktions malerier står især den japanske kunstgruppe Gutai fra 1950’erne, Yves Klein og Piero Manzoni i Europa i 1960’erne samt amerikanske Paul McCarthy og schweiziske Roman Signer i 1990’erne. Centralt for disse kunstnere er processen/aktionen frem for det færdige maleri objekt. Maleprocessen som værk indeholder et fysisk og kropsligt potentiale og udsagn, som Dahlgaard ikke mener er udforsket til bunds. Dahlgaards aktions maleri projekt spørger dermed: Hvor er værket? Er det processen, fotografiet, video optagelsen eller publikums oplevelse af live eventen? Kan værket bestå af summen af medierne? Disse spørgsmål har optaget Dahlgaard i over 20 år og hans bedste bud er, at alle medierne er en del af værket samt værker hver for sig. Dette producerer et væld af muligheder for forskellige måder at udstille værket/processen på. Hvert format/medie har sine egne kvaliteter, æstetik og muligheder.”

### Samlinger
Søren Dahlgaards værker er en del af en række offentlige samlinger, herunder KIASMA Museum for Samtidskunst, Museu Arte Rio, Museo National Brasilia, Randers Kunstmuseum, Skovgaard Museum, Statens Kunstfond og Trapholt Museum of Modern Art.

### Udstillinger

#### 2023
- Collection in Action, Skovgaard Museet, Viborg, Danmark.[29][30][31]
- Oppustelige Øer, KUNSTEN Museum for Moderne Kunst, Aalborg, Danmark.

#### 2019
- Den Migrerende Ø, Usikre Rejser til Fordrivelse, Genève, Schweiz.

#### 2018
- Skulptur som Aktiverende Objekt, Artspace Melbourne, Australien.

#### 2015
- Mobile Island-tegneshow, Gertrude Contemporary, Melbourne, Australien.

2014
- Dyrkning af Grøntsager på en Koralø Hibalhidhoo, CCA Andrach Contemporary Art Center, Mallorca, Spanien.
- Dough Portraits, Kunsthalle Bregenz, Østrig.

2013
- Dough Portraits, Photographers Gallery, London, England.

2012
- Seeing is Believing, Viborg Kunsthal, Danmark.
- Dough Portraits, The National Art Gallery, Maldiverne.

2011
- A Hedge is a Lance, Asbæk Galleri, København, Danmark.
- The Beauty of Chaos, ECCO - Art Center, Brasilia, Brasilien.
- Dyrkning af Grøntsager på en Koralø, Hibalhidhoo, Kunsthal Aarhus, Danmark.
- Hibalhidhoo, Galleri Image, Aarhus, Danmark.

2010
- Søren Dahlgaard – The Dough Show, The National Art Gallery of Kosovo.

2009
- Challenging Dough, Stalke Gallery, Denmark.

2008
- The Dough Warrior Landscape Painting, Louisiana Museum of Modern Art, Danmark.
- Dough Portraits, Statens Museum for Kunst, Denmark.

### Publikationer
- Ed. Raimar Stange, Pirkko Siitari, Rune Gade, Karen McQuaid, Dough Portraits - Søren Dahlgaard, Art Books Publishing, 2015.
- Ed. Else Marie Bukdahl, Lisbeth Bonde og Bodil Johanne Monrad, Søren Dahlgaard - Seeing is Believing, Viborg Kunsthal, 2012.
- Rasheed Araeen og Eliza Tan, Søren Dahlgaard - Growing Vegetables on a Coral Island Hibalhidhoo, Galleri Image, 2011.
- Anders Kold, The Dough Warrior Project, Stalke Galleri, 2008.
- Ed. Judi Lund Finderup & Henrik Holm, Søren Dahlgaard – Dejportrætter, Statens Museum for Kunst, Danmark, 2008
- Ed Karla Osorio Netto, Aya Kinoshita & Søren Dahlgaard, Søren Dahlgaard – The Beauty of Chaos – ekspanderende maleri, ECCO Contemporary Art Center Brasilia, Brasilien, 2011. ISBN 978-85-62376-11-5